# 30722 Biblioran
30722 Biblioran este un asteroid din centura principală de asteroizi.

## Descriere
30722 Biblioran este un asteroid din centura principală de asteroizi. A fost descoperit pe 6 septembrie 1978 la Observatorul de Astrofizică din Crimeea de Nikolai Cernîh. Asteroidul prezintă o orbită caracterizată de o semiaxă mare de 2,72 ua, o excentricitate de 0,33 și o înclinație de 11,2° în raport cu ecliptica.